# Brillantina rock
Brillantina rock è un film italiano del 1979 diretto da Michele Massimo Tarantini.

## Trama
Roberto, che si fa chiamare Roby, è un giovanotto che alterna il suo tempo tra la frequentazione di una discoteca della periferia milanese e una vecchia motocicletta con sidecar di marca russa, tenuta insieme grazie all'aiuto dell'amico meccanico Oscar. Disoccupato, Roby si trova spesso costretto a spillare soldi tanto alla fidanzata Sandra che all'amico meccanico.
Una sera, mentre sta ballando in discoteca, nota la straniera Cindy, alla quale riesce a strappare qualche appuntamento. Ma Cindy è americana, figlia di un industriale a Milano per lavoro, e in un certo qual modo già legata a Rick, ballerino da discoteca come Roby, ma proveniente da una famiglia molto ricca.
Nasce così la rivalità tra Roby e Rick a causa di Cindy, che sfocia dapprima in una rissa, ma successivamente si snoda tra sfide in moto o sulle piste da ballo. Quando infine Roby vince una gara di ballo, si accorgerà di preferire Sandra all'infatuazione per Cindy.

## Produzione
Le riprese si svolsero in parte a Bergamo.

## Colonna sonora
1. John Paul Young – Love Is in the Air (testo: Harry Vanda – musica: George Young)
2. Rolling Stones – (I Can't Get No) Satisfaction (Mick Jagger / Keith Richards)
3. Daniel Danieli – Honey for Bears (testo: Michael Fraser – musica: Gian Franco Reverberi)
4. Sheila & B. Devotion – You Light My Fire (testo: Pamela Marion Forrest – musica: Mike Wickfield / Paul Racer)
5. In the Window of the Mind (Nel cielo in fondo a destra) (testo: Romolo Forlai / Carlo Pes – musica: Gian Franco Reverberi)
6. Following You (testo: Guido Usai / Marco Zoccheddu – musica: Gian Franco Reverberi)
7. Freedom (testo: Guido Zoccheddu – musica: Gian Franco Reverberi)
8. Equipage – Changing (testo: Guido Zoccheddu – musica: Gian Franco Reverberi)
9. M & C – Iberias hinverno (testo: Guido Zoccheddu – musica: Gian Franco Reverberi)
10. Voyage – Sotch Machine (André Pezin / Marc Chantereau / Pierre-Alain Dahan / Sauveur Mallia / Sylvia Mason-James)
11. Voyage – Lady America (André Pezin / Marc Chantereau / Pierre-Alain Dahan / Sauveur Mallia / Sylvia Mason-James)
12. Eddy Cabano – Yeti rock (testo: Guido Zoccheddu – musica: Gian Franco Reverberi)

## Accoglienza

### Incassi
Il film incassò al botteghino 52.000.000 di lire.

### Critica
(Achille Valdata)